# Marsias
V grški mitologiji je satir Marsias (grško Μαρσύας) osrednja figura v dveh zgodbah, ki vključujeta smrt: v eni je našel piščal (avlos), ki jo je Atena zavrgla, ker je ugotovila, da ji pihanje zmaliči obraz, in nanjo igral; v drugi je izzval na tekmovanje samega Apolona, igralca na liro. Apolon je poraženca privezal na drevo in živega odrl. V antiki literarni viri pogosto poudarjajo hubris (napuh, prevzetnost, oholost) Marsia in pravičnost njegove kazni.
Marsias je bil častilec Ree/Kibele. Njegove zgodbe so se odvijale v mestu Kelajne v Frigiji (danes mesto Dinar v Turčiji) ob glavnem izviru reke Meander (Menderes).
Marsias naj bi bil sin glasbenika Olimpa (sin Herakleja in Evboje, hči Tespisa) ali Ojagra ali Hiagnisa. Olimp je bil lahko tudi sin Marsia ali njegov učenec.

## Najdba avlosa
Marsias je bil mojster igranja na avlos. Po zgodbi je našel glasbilo na tleh, kamor ga je odvrgla Atena, ker so se drugi bogovi norčevali, da ji je med igranjem otekel obraz. Telestes, pesnik iz 5. stoletja, je dvomil, da bi bila deviška Atena tako nečimrna , vendar pa je v 2. stoletju n. št. na sami Atenski akropoli popotnik Pavzanias videl "kip Atene, ki je napadla silena Marsia, ko je pobiral avlos, ki ga je boginja želela trajno zavreči".

## Marsias in Apolon
Apolon je sprejel izziv, a z zagotovilom, da lahko zmagovalec s poražencem naredi, kar hoče. Tekmovanje so ocenjevale Muze in odločile, da Apolon lepše igra. Marsiu je naložil hudo trpljenje, živega je odrl v bližini kraja Kelajne, saj je podvomil v božjo premoč. Apolon je nato njegovo kožo obesil na borovec v bližini jezera Avlokren (turško Karakuyu Gölü), ki ga je Strabon opisal kot jezero, polno trsja, iz katerega so nastale piščali. Diodor Sicilski je menil, da se je Apolon pokesal zaradi nasilnega dejanja in je za nekaj časa opustil igranje na svojo liro . Károly Kerényi je zapisala, da je Marsiova "koža kosmata: torej kazen ni bila tako zelo kruta, če se domneva, da je bila živalska koža Marsia le maska". Klasični Grki se niso zavedali takih šamanističnih prizvokov, a odiranje Marsiasa je postala priljubljena tema v slikarstvu in kiparstvu. Njegovi bratje, nimfe, bogovi in boginje so žalovali za njim in po Ovidovih Metamorfozah je iz njihovih solz nastala reka Marsias v Frigiji, ki je pritok Meandra blizu mesta Kelajne. Herodot je zapisal, da je odrta Marsiasova koža še vedno tam , Ptolemaj Hefastijon pa: "Na Apolonovem festivalu kože vseh žrtev, ki so bile odrte, ponudijo bogu." Platon je menil, da je bil iz kože izdelan vinski meh.
Obstaja več različic. Po Higinu je Marsias zmagal po prvem krogu, nato je Apolon obrnil svojo liro navzdol in odigral isto melodijo. Z avlosom Marsias tega ni mogel. Po drugi različici je bil Marsias poražen, ko je Apolon tudi zapel ob liri. Marsias je nasprotoval in trdil, da je treba spretnosti primerjati z instrumentom, ne z glasom. Vendar pa je Apolon odgovoril, da je Marsias, ko je pihal v cevi, počel skoraj isto kot on. Muze so podprle Apolona in je zmagal.
Ovid se je dvakrat dotaknil Marsiove teme: ko na kratko pripoveduje zgodbo v Metamorfozah, verzi 383–400, v katerih se osredotoča na solze, ki so povzročile nastanek reke Marsias, in nanj namiguje v epskih pesnitvah Fasti, verzi 649–710, v katerih se pesnik osredotoča na avlos in vlogo glasbenika namesto na Marsia, čigar ime ni omenjeno.

## Pametni Marsias
Ošabni Marsias v ohranjenih literarnih virih zasenči pametnega Marsia, kot je ugotovil grški zgodovinar Diodor Sicilski, ki občuduje Marsia zaradi njegove pameti in samonadzora, ne pa zaradi lastnosti, ki so jih Grki videli v navadnih satirih. V Platonovem Simpoziju, ko Alkibiad primerja Sokrata z Marsiom, je ta vidik pametnega satira poudarjen. Jocelyn Small v Marsiu prepozna umetnika, ki je dovolj velik, da izzove boga, ki ga je mogoče premagati samo s prevaro. V bližini rimskega foruma je stal kip Marsia kot modrega, starega silena.

## Prerokba in svoboda govora v Rimu
Za Rimljane je bil Marsias izumitelj prerokovanja in zagovornik svobode govora (parezija, παρρησία) in govorjenja resnice v politiki. Najzgodnejša znana predstavitev Marsia v Rimu je bila vsaj 300 let v Rimskem forumu blizu komicij ali v njih (comitium), to je bila skupščina ali zbor državljanov. Bil je prikazan kot silen, ki nosi vinski meh na levi rami in dviga desno roko. Kip je bil indicium libertatis, simbol svobode, povezan je bil z demonstracijami plebsa ali navadnih ljudi. Pogosto so ga uporabljali kot nekakšen kiosk, na katerem je bil objavljen povzetek govorov.
Marsias je bil Dionizov ali Bakhusov zastopnik, ki so ga Rimljani enačili s svojim bogom vina in veselja z imenom Liber, ki je bil eno od treh božanstev aventinske triade skupaj s Cerero in Libero (grška Perzefona). Ti bogovi so bili pomembni za dobro počutje plebsa. Svoboda, ki jo je predstavljala ekstaza dionizijskega čaščenja, je imela v Rimu politični pomen kot libertas (rimska boginja in utelešenje svobode), in je razlikovala svobodne ljudi od zasužnjenih. Liberalia, praznik 17. marca v čast Liberu, je bil čas svobodnega govora, kot je zapisal pesnik in dramatik Gnej Nevij: "Na liberalskih igrah imamo svoboden govor." Nevij je bil priprt zaradi svojih zmerljivk proti moči.
Marsias je včasih veljal za kralja in sodobnika Favna, ki ga je Vergilij predstavil kot domačega italijanskega vladarja v obdobju Eneja. Servij v svojem komentarju k Eneidi pravi, da je Marsias poslal Favnove odposlance, ki so Italijanom pokazali načine prerokovanja. Plebejska družina Marcia (ena najstarejših in najplemenitejših družin v starodavnem Rimu) je trdila, da so potomci Marsia. Gaj Marcij Rutil, prvi plebejski diktator, je financiral kip, ki je stal na rimskem forumu najverjetneje leta 294 pr. n. št., ko je postal prvi plebejski cenzor in dodal ime Censorinus k priimku. Marsij Rutil je bil tudi med prvimi plebejskimi avguri (svečenik, ki iz ptičjega leta napoveduje usodo), ki so ga leta 300 kooptirali v kolegij (collegium), tako je bil mitičen učitelj primerna oseba, ki ga je zastopala.
Leta 213 pr. n. št., dve leti po enem najhujših vojaških porazov v zgodovini v bitki pri Kanah, je bil Rim v strahu, ki je povzročil čezmerno religioznost. Senat, ki je bil zaskrbljen, da bodo njegovo avtoriteto prevzeli "preroki in žrtve", je začel načrtovati zatiranje. Med zaplenjeno literaturo je bilo "verodostojno" prerokovanje, ki je pozivalo k ustanovitvi iger v grškem slogu Apolona, ki bi jih nadzirali senat in izvoljeni uradniki. Prerokba je bila pripisana Gneju Marsiu, Marsiovemu potomcu. Igre so bile pravilno izpeljane, toda Rimljanom niso prinesle zmage pri nadaljevanju vojn s Kartažani, dokler niso upoštevali druge prerokbe in začeli častiti frigijsko Veliko mater, za katero naj bi pesem napisal Marsias; pesem je bila izredno pomembna, saj so jo priznali tudi Frigijci, da jih je zaščitila pred napadalci. Odnosi moči med Marsiom in Apolonom so kazali stalen boj med elito in navadnimi ljudmi, ki so jih politično imenovali optimates in populares. V tem obdobju so zaprli Nevija zaradi svobode govora.
Drugi potomec Marcija Rutila L. Marcij Censorini je izdal kovance, na katerih je Marsiov kip, ko je na kolegiju svečenikov izbruhnila politična polemika med Sulovo državljansko vojno leta 80 pr. n. št. Na kovancu ima Marsias frigijsko kapo ali pilej, simbol svobode. Ta Marcij Censorini je ubil Sulo in njegovo glavo razstavil zunaj Palestrine. Sulov zakonski program je skušal omejiti moč ljudstva, zlasti pooblastila plebejskih tribunov. in ponovno vzpostaviti prevlado senata in privilegijev patricijev.
Marsias je tudi eponim za eno starodavnih ljudstev v Italiji, ki so se imenovali Marsiji (območje, na katerem so živeli, se zdaj imenuje Marsica). Zvezna vojna od leta 91 do 88 pr. n. št., v kateri so se italijanski narodi borili za status državljanov pod rimsko vladavino, se včasih imenuje marsijska vojna zaradi vodstva Marsijev. Rimski koloniji Pestum in Alba Fucens sta skupaj z drugimi italijanskimi mesti postavili lastne kipe Marsia kot potrditev svojega političnega statusa.
Med principatom je Marsias postal simbol prevrata proti Avgustu, čigar propaganda ga je sistematično povezovala z mučiteljem Apolonom. Pesnik Ovid, ki ga je Avgust izgnal, dvakrat omenja zgodbo o Apolonovem odiranju Marsia, v Metamorfozah in epskih pesnitvah Fasti, ki ob njegovi smrti niso bile dokončane. Čeprav je neposredni vzrok za Ovidovo izgnanstvo še vedno velika skrivnost literarne zgodovine, sam Ovid pravi, da so "prekrški in pesmi" prispevali k temu. Njegova poezija preizkuša meje dopustne svobode govora med prehodom Rima iz republike v imperialno monarhijo.
Plinij nakazuje, da je sliko Marsyas religatus ('Zvezan Marsias') iz 1. stoletja, ki jo je izdelal Zevksis iz Herakleje, verjetno videl v templju Konkordije v Rimu. Boginja  Konkordija kot grška Harmonija je bila personifikacija glasbene harmonije, sloge v antiki in družbenega reda, kot se je slikovito izrazil Cicero s frazo concordia ordinum. Navidezna neskladnost razkrivanja mučenih sil v templju, posvečenem harmoniji, je bila v sodobni znanosti razlagana kot opozorilo kritiziranja oblasti.

## V poznejši umetnosti
V umetnosti se v kasnejših obdobjih uporablja alegorija za sijaj nekoliko dvojne morale odiranja Marsia. Marsias je pogosto viden s flavto, trstenkami ali celo z dudami. Apolon je prikazan s svojo liro ali včasih harfo, violo ali drugim godalom. Tekma med Apolonom in Marsiom simbolizira večni boj med apolonskim in dionizijskim vidikom človeške narave.
Slike z Marsiom so: Apolon in Marsias, Michelangelo Anselmi (1492–okoli 1554), Odiranje Marsia, Jusepe de Ribera (1591–1652), Odiranje Marsiasa, Tizian (okoli 1570–1576), ter Apolon in Marsias, Bartolomeo Manfredi (Umetniški muzej, St. Louis).
Pesem Marsias, ki jo je napisal James Merrill, temelji na tem mitu in je objavljena v pesniški zbirki Dežela tisočletnega miru (1959). Zbigniew Herbert in Nadine Sabra Meyer sta naslovila svoji pesmi Apolon in Marsias. Po Ovidovi zgodbi o Apolonu in Marsiu je Robin Robertson napisal pesem Odiranje Marsia, objavljeno v zbirki A painted field, leta 1997, za katero je bil nagrajen.
Hugo Claus je svojo pesnitev Marsua (vključena je v Oostakkerse Gedichten) zasnoval na mitu o Marsiusu, odiranje opisuje z Marsiusovega vidika.
Leta 2002 je britanski umetnik Anish Kapoor ustvaril in postavil ogromno skulpturo v londonski galeriji Tate Modern, imenovano Marsias. Dela, sestavljenega iz treh velikih jeklenih obročev in rdeče membrane PVC zaradi velikosti ni bilo mogoče gledati kot celoto, temveč je imelo očiten anatomski pomen.
Ob koncu rimskega obdobja je bil na reki Marsias zgrajen most, ki ga še vedno imenujejo po satirovem imenu Marsias.